# Feliciano de Foligno
San Feliciano de Foligno (ca. AD 160–ca. AD 250) es un santo católico, considerado patrón de Foligno.

## Biografía
Según la tradición cristiana, nació en Forum Flaminii (actual San Giovanni Profiamma), en la Via Flaminia, de una familia cristiana, cerca de 160.  Fue un estudiante espiritual del papa Eleuterio y evangelizó en Foligno, Spello, Bevagna, Assisi, Perugia, Norcia, Plestia, Trevi, y Spoleto.
Fue posteriormente consagrado obispo de Foligno por el papa Víctor I sobre el 204 (fue el primer obispo que recibió el palio como símbolo de su poder).  Ordenó a Valentino de Terni como sacerdote. Su episcopado duró más de 50 años; fue uno de los primeros obispos cristianos del Norte de Italia.  Fue arrestado a la edad de 94 años y rechazó adorar a los dioses romanos en la persecución de Decio. Fue torturado y azotado, y murió fuera de Foligno mientras era transportado a Roma para su ejecución.

## Veneración
Se construyó en una iglesia sobre su tumba en Foligno. Sus reliquias fueron trasladados a Metz el 4 de octubre de 970. En algunas reliquias fueron trasladadas en 965 a Minden en Alemania; Feliciano fue así erróneamente considerado un obispo de esa ciudad alemana (y que tenía una fiesta aparte del 20 de octubre), un error que entró en el Martirologio Romano. Algunas de sus reliquias fueron devueltas después de Foligno en 1673-4.

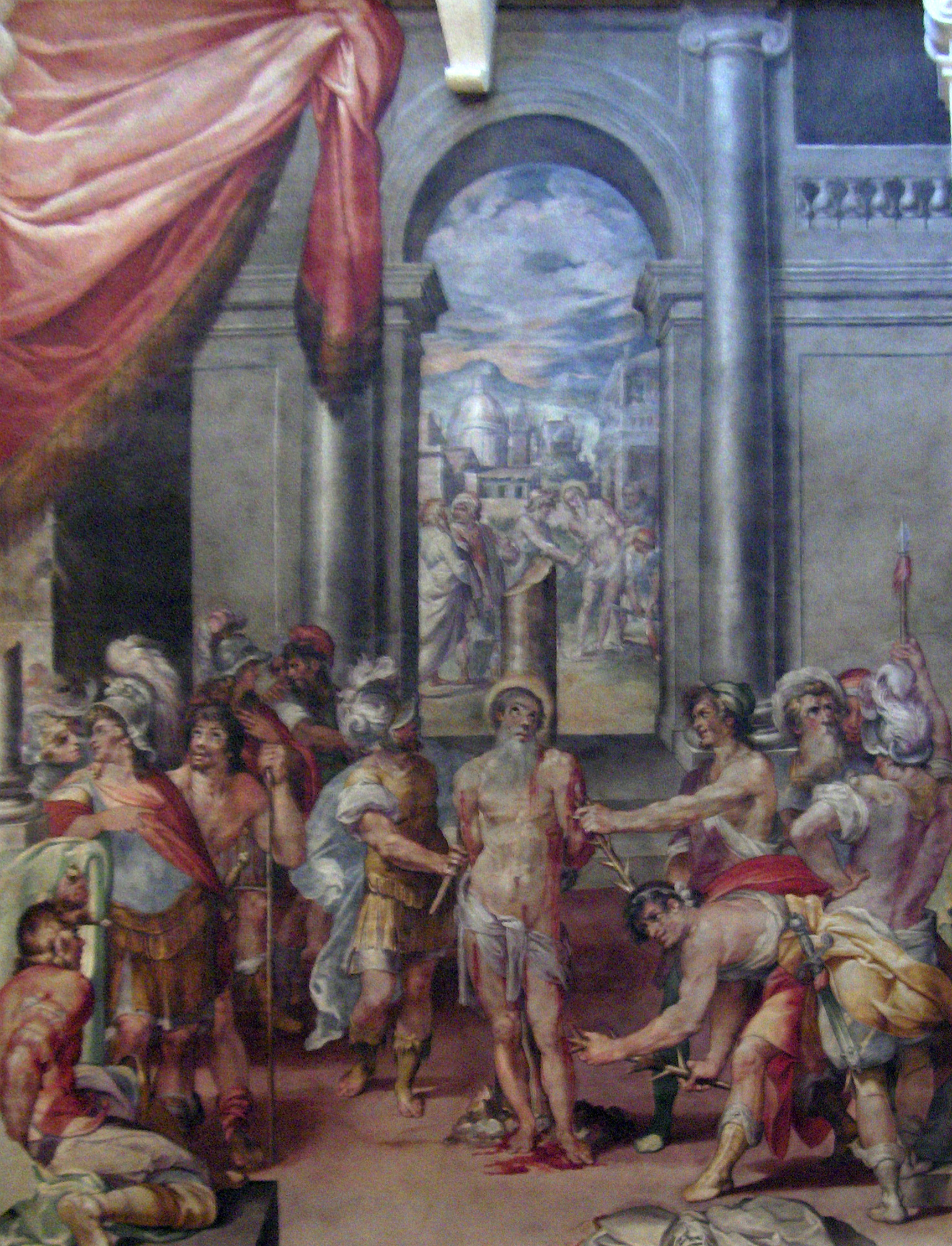
Scene from the Life of St. Felician
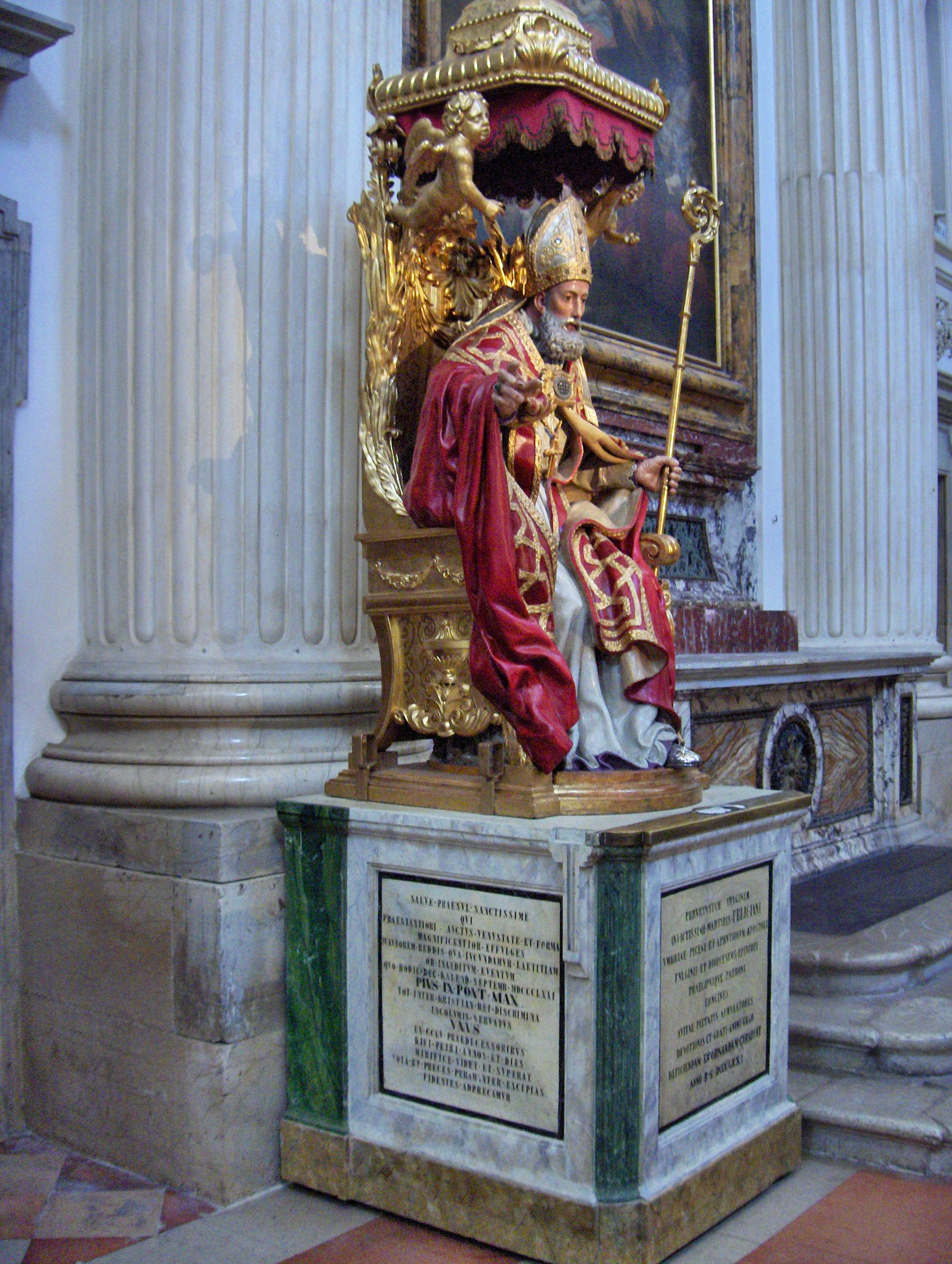
Statue of Felician enthroned
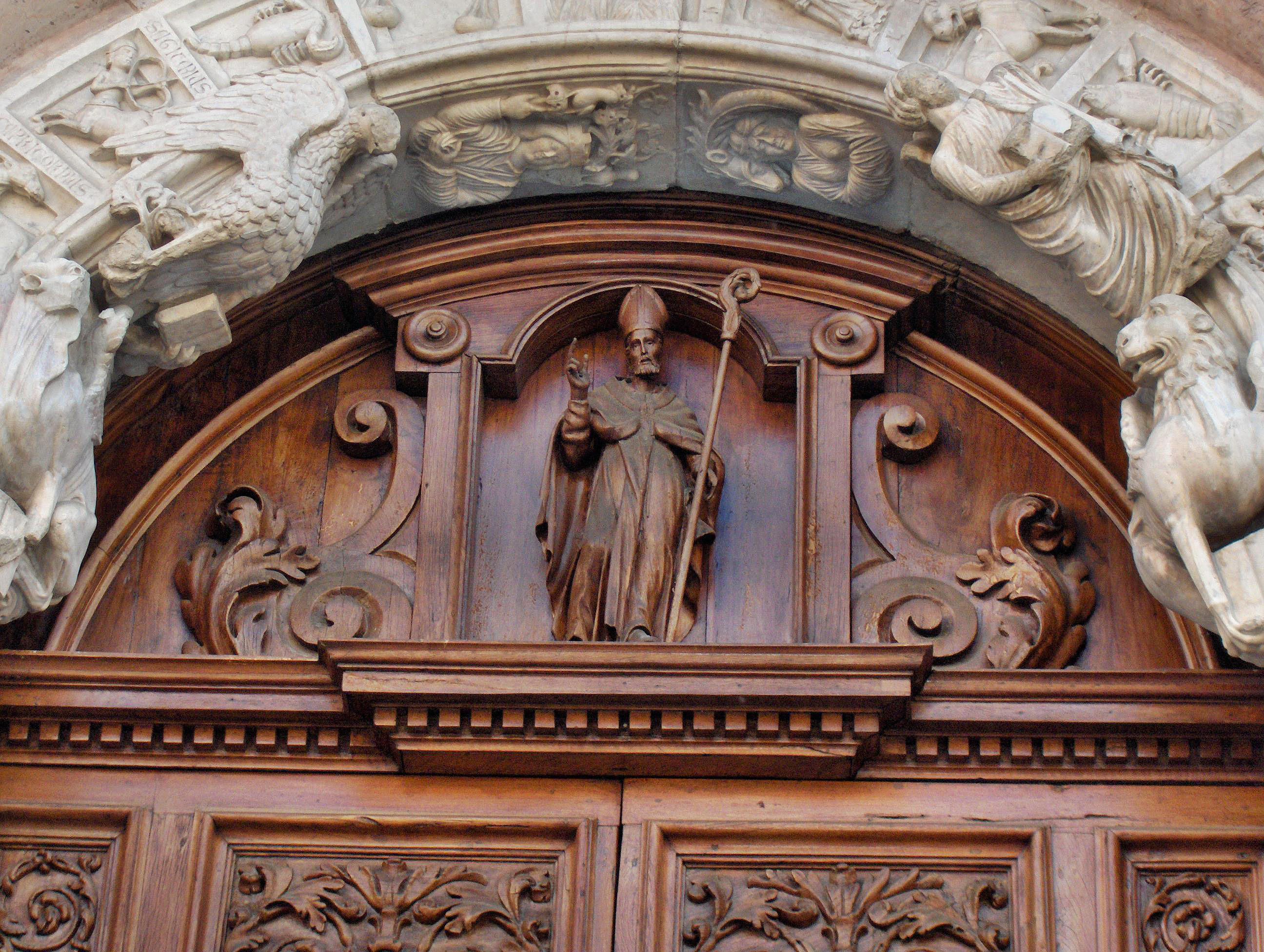
Depiction of Felician. Cathedral of Foligno.